# Maisoncelles-Pelvey
Maisoncelles-Pelvey ist eine französische Gemeinde mit 251 Einwohnern (Stand: 1. Januar 2022) im Département Calvados in der Region Normandie. Sie gehört zum Arrondissement Vire und zum Kanton Les Monts d’Aunay.

## Geografie
Maisoncelles-Pelvey liegt rund 26 Kilometer südwestlich von Caen. Umgeben wird die Gemeinde von Tracy-Bocage im Nordwesten und Norden, Villers-Bocage im Nordosten, Épinay-sur-Odon im Osten, Longvillers im Südosten sowie Seulline im Süden, Südwesten als auch Westen.

## Bevölkerungsentwicklung
| Jahr                             | 1793 | 1836 | 1876 | 1926 | 1946 | 1968 | 1990 | 2016 |
| Einwohner                        | 474  | 434  | 386  | 134  | 275  | 235  | 203  | 262  |
| Quelle: Cassini, EHESS und INSEE |      |      |      |      |      |      |      |      |

## Sehenswürdigkeiten
- Kirche Saint-Georges aus dem 13. Jahrhundert
- Lavoir

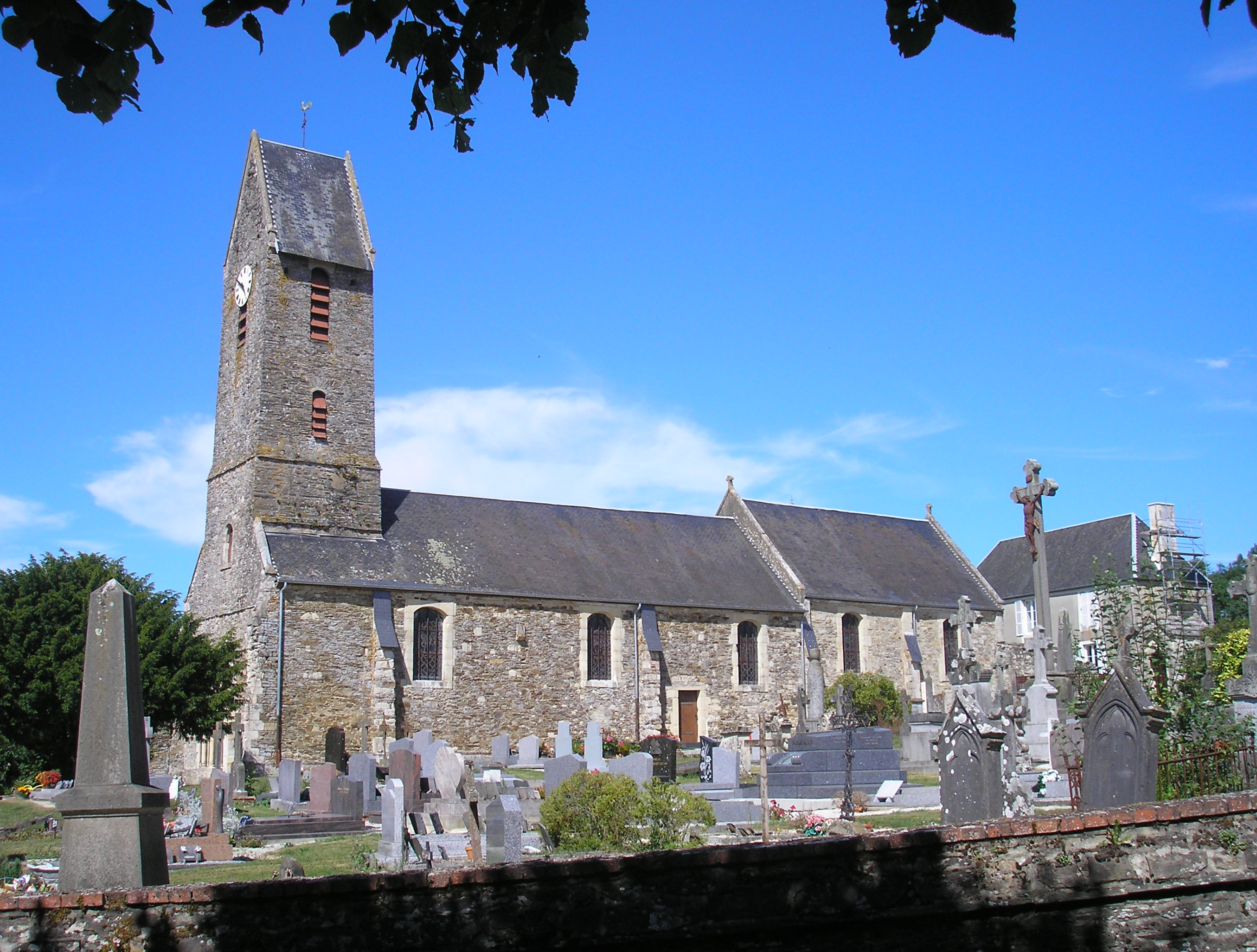
Kirche Saint-Georges
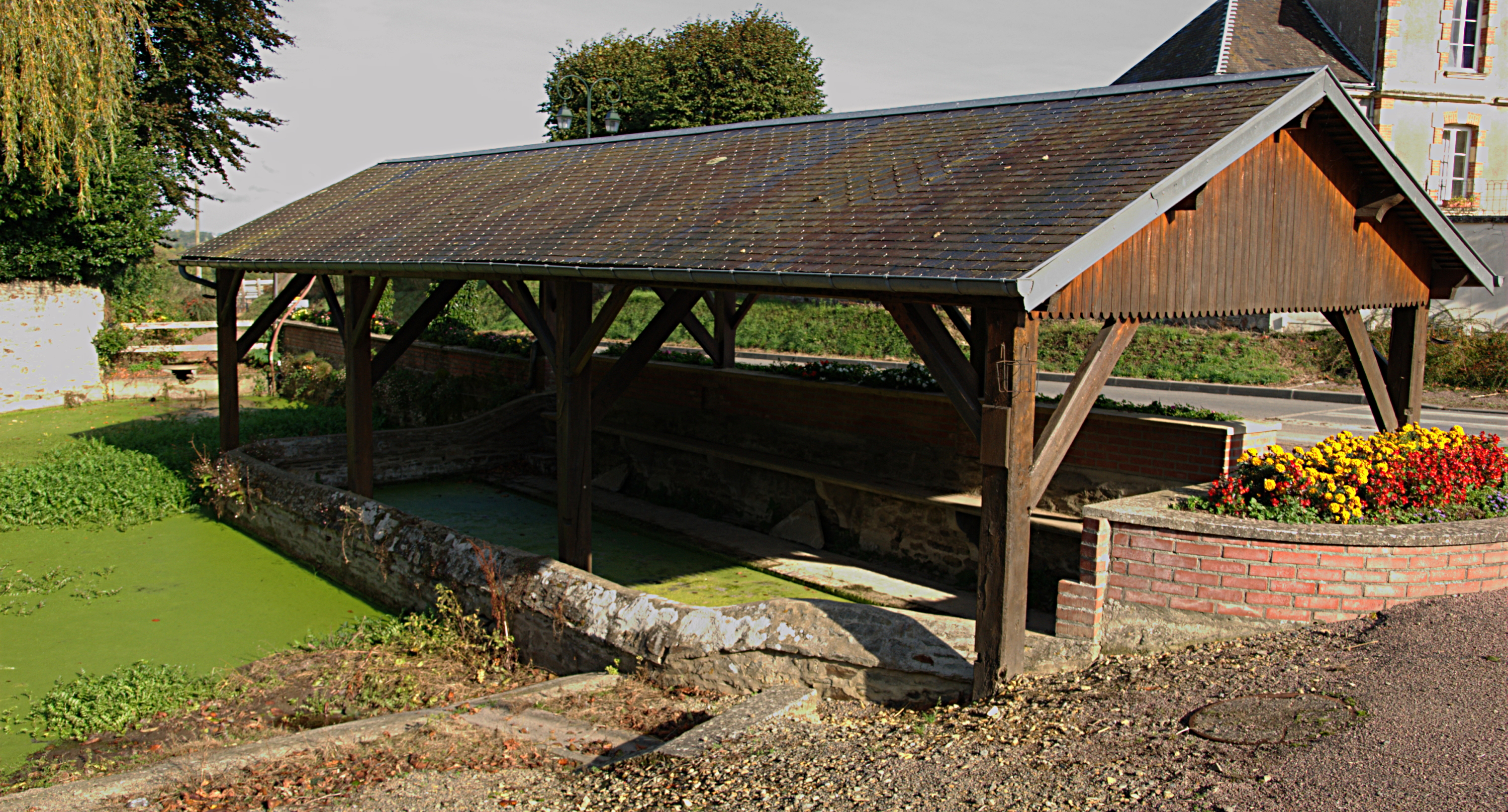
Lavoir